# 사과 (1998년 영화)
사과(Sib, The Apple)는 프랑스에서 제작된 사미라 마흐말마프 감독의 1998년 영화이다. undefined 등이 주연으로 출연하였다.

## 출연
- Massoumeh Naderi - 마소우메 역
- Zahra Naderi - 자라 역
- Ghorban Ali Naderi - 아버지 역
- Azizeh Mohamadi - 아지제 역
- Zahra Saghrisaz